# Em đau
"Em đau" là một đĩa đơn của nữ ca sĩ Phùng Khánh Linh và cựu thành viên nhóm Cá Hồi Hoang Thành Luke, phát hành ngày 3 tháng 1 năm 2025 bởi Black Swan Label. Đây là đĩa đơn mở đường thứ hai cho album phòng thu thứ ba của cô Giữa một vạn người, dự kiến sẽ ra mắt vào mùa thu năm 2025. Ca khúc thuộc thể loại dream pop và indie rock, với nội dung nói về hành trình đối diện nỗi đau và thấu hiểu nó. Một video âm nhạc đi kèm được đăng tải vào cùng ngày, mô phỏng một tang lễ theo phong cách futuristic.

## Sáng tác
Bài hát có thời lượng 5 phút 1 giây, dưới hình thức là một cuộc đối thoại nội tâm, nơi cô đối mặt với nỗi đau cùng quá trình nhận thức và chấp nhận những nguyên nhân sâu xa của sự tổn thương. Sáng tác được Phùng Khánh Linh chấp bút từ tháng 6 năm 2023. Nhằm truyền tải đầy đủ tính thần của ca khúc, nữ ca sĩ mời thêm cựu thành viên nhóm Cá Hồi Hoang – Thành Luke góp giọng vào bài hát. Trước đó, hai người từng cùng nhau thể hiện bài "Xúc cảm bộ máy", ca khúc nằm trong album phòng thu cuối cùng của Cá Hồi Hoang. Đại Lâm, Phú Phạm và Blossom tiếp tục là những cái tên tham gia vào quá trình sản xuất bài nhạc.
Nói về ý nghĩa ca khúc, Phùng Khánh Linh đã trích dẫn câu nói của nhà văn Murakami Haruki về cách đối diện với khổ đau, đó chính là "đứng dậy, có thể học cách buông bỏ và tìm thấy bình yên ngay giữa bão giông". "Em đau" mang tính liên kết với đĩa đơn mở đường trước đó là "Ước anh tan nát con tim": nếu "Ước anh tan nát con tim" phơi bày nội tâm của cô gái khi bị tổn thương trong tình yêu, thì "Em đau" là sự giải thoát, nhẹ nhõm và bình yên trong tâm hồn khi cô có thể thực sự buông bỏ nỗi đau. Nữ ca sĩ hy vọng người nghe thấy mình trong bài hát, đối diện với các cảm xúc tiêu cực, cho phép bản thân "được khóc, được đau đớn, được giận dữ và cùng Linh giải thoát chúng".
"Em đau" pha trộn giữa hai thể nhạc dream pop và indie rock, bên cạnh âm hưởng pop đương đại. Theo Zing News, ca khúc cũng chịu ảnh hưởng của dòng nhạc neo-psychedelia. Phần phối khí bài hát đã dụng công kết hợp nhiều loại nhạc cụ và kỹ thuật thu thanh đa dạng. Ở phần arpeggio mở đầu bản nhạc, tiếng đàn synthesizer cổ điển từ thập niên 1970 được sử dụng để đưa đến âm thanh "hoài cổ và vượt thời gian" mà các nhạc cụ hiện đại khó có thể tái tạo. Những lớp âm thanh không gian cộng với giai điệu "đầy tâm trạng" của ca khúc tạo nên thế giới âm nhạc "vừa rộng mở vừa ma mị". Tiếng guitar bị "làm méo" đi bằng cách cho chạy qua máy ghi băng nhằm khiến chúng mang sắc thái thô ráp, tự nhiên và "hơi khó đoán", tạo sự tương phản với những yếu tố mượt mà khác trong bài hát. Phần hòa âm dàn dây do Mike Peden thực hiện, đóng vai trò kết nối các yếu tố trên vào nhau một cách liền mạch, tạo nên chiều sâu cho ca khúc.

### Video âm nhạc

Một khung cảnh trong MV, mô phỏng đám tang theo phong cách futuristic với hai tông màu trắng đen đối lập.

Một video âm nhạc cho ca khúc đã được thực hiện bởi DOLOVEMAKEART, Hồ Việt Quân và UIN đồng đạo diễn. Nội dung MV lấy ý tưởng là "phóng sự" về một tang lễ theo phong cách futuristic "u ám và yên tĩnh". Tạo hình nữ ca sĩ trong lần tái xuất tiếp tục với bộ tóc trắng bạch kim, mang tính xuyên suốt cho kỷ nguyên âm nhạc mới của Phùng Khánh Linh. Màu sắc chủ đạo nổi bật lên là trắng và đen: ở phần đầu MV, cô bắt mắt với chân dung nữ thần ủy mị và cổ điển, diện bộ đồ trắng, áo cape thiết kế theo phong cách Phục hưng. Đến những phút cuối, nữ ca sĩ khoác lên mình set đồ màu đen "cá tính" và phụ kiện "táo bạo". Phần trang điểm nhấn vào đôi mắt cùng biểu cảm lạnh lùng, khắc họa một chiến binh gai góc "đã vượt qua mọi thử thách để trở thành phiên bản mạnh mẽ nhất của chính mình". Stylist Harry Võ cho biết ê-kíp dự án không đặt hàng hay có sự hỗ trợ từ các nhà thiết kế; thay vào đó, họ lựa những trang phục đã xuất hiện từ concept trước của "Ước anh tan nát con tim". Bởi chi phí hạn chế, đội ngũ phải tận dụng thời gian để tránh phát sinh chi phí ghi hình. Phùng Khánh Linh đã nhịn ăn cho kịp thay đổi hai set đồ và trang điểm khác nhau.
Nội dung MV phản ánh đầy đủ quá trình biến đổi cảm xúc của nhân vật chính (Phùng Khánh Linh) trong bộ đồ màu trắng, đứng bên quan tài hình phi thuyền. Những "khách mời" trong đám tang xuất hiện như là biểu thị cho những cảm xúc cá nhân của cô gái: vui, cười, buồn, đau khổ, tiếc nuối,... Nhân vật nam trong video mặc bộ đồ đen, đôi mắt không tròng, đại diện cho Thiên thần bảo hộ – người dẫn dắt linh hồn đã mất sang thế giới bên kia và phản chiếu những tâm tư của cô gái bằng cách bắt chước theo nét mặt của cô. Xuyên suốt MV là chuỗi cảm xúc cô gái: từ yên tĩnh, đau thương, tan vỡ, đến chữa lành, giải thoát và nhẹ nhõm, khi đã thực sự buông bỏ những cảm xúc đau buồn và sẵn sàng tiễn đưa linh hồn đến nơi xa. Kết thúc video là hình ảnh quan tài từ từ bay về khoảng không trong vũ trụ cùng những cỗ quan tài khác. Theo Phùng Khánh Linh, ngoài thể hiện lại khung cảnh đám tang người đã khuất, MV còn mang ý nghĩa ẩn dụ cho việc con người nên "tiễn đưa, chào tạm biệt với khổ đau, và có một quá trình chữa lành cảm xúc riêng [...] việc chấp nhận và giải thoát chúng cũng là cách giúp ta trở nên hoàn thiện hơn". Ở cuối video là phần tri ân khoảng vài giây đến Phùng Văn Tuyên, người bố ruột vừa qua đời của nữ ca sĩ.

## Phát hành
Ngày 22 tháng 12 năm 2024, Phùng Khánh Linh đã công bố áp phích chính thức cho ca khúc trên trang Facebook cá nhân. Cô tiếp tục mở cổng lưu trước bài hát vào ngày 26 tháng 12. Bản audio của bài đã chính thức phát hành lúc 18:00 (UTC+07:00) ngày 3 tháng 1 năm 2025, đi kèm là MV riêng công chiếu trên YouTube cùng thời điểm. "Em đau" là đĩa đơn mở đường tiếp theo của nữ ca sĩ cho album phòng thu Giữa một vạn người, dự kiến sẽ ra mắt mùa thu cùng năm.
Để quảng bá cho bài hát mới, Phùng Khánh Linh đã đăng tải những video ngắn trên mạng xã hội, đi quanh các công viên hát ngẫu nhiên cho người lạ nghe. Song song việc phát hành ca khúc, cô cũng thông báo thông tin về mini tour đầu tiên trong sự nghiệp của mình mang tên Off The Record, diễn ra từ cuối tháng 3 đến đầu tháng 4 năm 2025, lần lượt tại ba địa điểm Thành phố Hồ Chí Minh, Đà Nẵng và Hà Nội. Phùng Khánh Linh đã thể hiện "Em đau" tới người nghe cùng một sáng tác chưa ra mắt trong từng buổi diễn. Thành công của mini tour được ghi nhận là "vượt xa kỳ vọng" nữ ca sĩ và ê-kíp.

## Tiếp nhận
| Đánh giá chuyên môn | Đánh giá chuyên môn |
| Nguồn đánh giá      | Nguồn đánh giá      |
| Nguồn               | Đánh giá            |
| ------------------- | ------------------- |
| Zing News           | 9/10                |

Sau khi ra mắt, ca khúc đã nhận được đánh giá cao từ giới chuyên môn lẫn công chúng nhờ vào thể loại tiếp cận và cách xử lý giai điệu phức tạp. Ngày 20 tháng 1 năm 2025, bài hát debut tại hạng 9 Bảng xếp hạng 50 bài hát thịnh hành nhất trên Spotify Việt Nam. Đài VOH đã gọi ca khúc "không chỉ là sản phẩm nghệ thuật, mà còn là tuyên ngôn mạnh mẽ về hành trình chữa lành và vượt qua nỗi đau". Trang Báo điện tử VTV dành lời khen ngợi đến Phùng Khánh Linh, ghi nhận cô trong việc "đặt dấu ấn mới với âm nhạc, chinh phục thể loại vốn không phổ biến trong thị trường nhạc Việt" với sản phẩm mới "Em đau", dù sở hữu "ca từ ngắn gọn, súc tích, không quá phức tạp nhưng vẫn cho thấy sự khác biệt của nữ ca sĩ".
Trong một đánh giá chi tiết hơn, cây bút Nam Trần của Zing News đã cho ca khúc 9/10 điểm, đáng chú ý là việc nữ ca sĩ khai thác hiệu quả ba thể loại indie rock, dream pop và neo-psychedelia vào trong một sáng tác, điều rất hiếm gặp trên thị trường nhạc Việt. Phần kỹ thuật của bài hát đã thành công lột tả hết được tham vọng của Phùng Khánh Linh, kết hợp hài hòa giữa phần nhạc cụ "đầy méo mó và trầy xước", giọng hát "thiếu hoàn hảo" của Thành Luke với cấu trúc, ca từ đơn giản cùng một thông điệp văn minh, hợp thời. So với đĩa đơn trước, cô đã tiết chế giọng hát mình lại, không tạo cao trào mà theo lối "mềm mại, uyển chuyển" để giai điệu lên tiếng thay. Phần bè của Thành Luke được lồng vào khổ nhạc thứ hai, giúp phân biệt rõ cấu trúc hai phần của bài và thể hiện nội tâm nhân vật giằng xé theo diễn tiến tâm lý nhất quán. Tuy nhiên, người viết cũng lưu ý "Em đau" khó trở thành bản hit lớn bởi sử dụng thể nhạc quá độc lạ, mới mẻ và có phần khó nghe với đại chúng, song vẫn sẽ chinh phục một tệp người nghe nhất định nhờ vào chất lượng sản xuất của mình.

## Đội ngũ sản xuất
Thông tin được lấy từ phần ghi công cuối video âm nhạc của bài hát.

### Âm nhạc
| - Giám đốc sản xuất: Lâm Hoàng Việt - Ca sĩ: Phùng Khánh Linh, Thành Luke - Nhạc sĩ: Phùng Khánh Linh - Giám đốc âm nhạc: Đại Lâm, Phú Phạm - Sản xuất nhạc: Đại Lâm, Phú Phạm, Blossom - Biên nhạc: Blossom - Biên giọng: Phùng Khánh Linh | - Sản xuất giọng: Phạm Hải Âu, Nowhereman87 - Thu âm giọng hát: Minchu (@Fly High Studio) - Nhạc cụ (trừ dàn dây): Blossom (@BS Studio) - Dàn dây: Mike Peden - Mastering: Chris Gehringer (@Sterling Sound New York, Hoa Kỳ) |

### Video âm nhạc
| - Đơn vị sản xuất: DOLOVEEMAKEART club - Ý tưởng: Hồ Việt Quân, UIN - Đạo diễn: Hồ Việt Quân, UIN - Đạo diễn hình ảnh: Hậu Lee - Đạo diễn nghệ thuật: UIN - Sản xuất: Boy - Line producer: Alex Nguyễn - Quảng cáo: KINGDUCKINTHELAKE, Đăng Khoa - Đạo diễn trang phục, tạo hình: UIN - Stylist: Harry Võ - Nghệ sĩ trang điểm: Võ Minh Đức - Nghệ sĩ làm tóc: Hiền Korea - Chụp ảnh: Wuan Minh Nguyễn - Trợ lý chụp ảnh: Phan Minh Mẫn - Diễn viên: Nguyễn Việt Dũng - Trợ lý tài năng: Jennie - Diễn viên phụ cảnh: Lê Minh Hoàng, Hoàng Thị Chi | - Tuyển vai phụ cảnh: Mai Lâm - Cam OP: Hậu Lee - Chỉnh nét: Lâm Thắng - Ánh sáng: Thông Cine - Nhà thuê: CineHanoi - Thiết kế bối cảnh: Minh Đỗ, Thái Nhứt Team - Trợ lý thiết kế bối cảnh: SAPOCHEVICF - DIT: Đông Nguyễn - Offline editting: Đông Nguyễn - Online editing: KINGDUCKINTHELAKE - Chỉnh màu: KINGDUCKINTHELAKE - VFX: Hồ Sỹ Minh - Hiệu ứng 3D: Nhật Linh - Hậu cần: Hà Team - Địa điểm: Zoom Media - Stylist cho dàn nhảy & diễn viên phụ cảnh: Uyển Quân - Dàn nhảy: NHIPHAN, B2C Team |

### Khác
- Quản lý nghệ sĩ: Black Swan Label
- Giám đốc quản lý: Lâm Hoàng Việt
- Truyền thông: Quỳnh Nguyễn
- Đạo diễn thiết kế hình ảnh: Nguyễn Thái Đức Anh
- Quản lý nội dung truyền thông: Phạm Minh Quân
- Đánh chữ: Trí Tín
- Điều hành nội dung truyền thông: Dương Thanh Nguyễn, Trương Đại Phú
- Quảng cáo: Lê Quốc Đạt
- Hỗ trợ và điều phối dự án: Duy Thảo

## Lịch sử phát hành
| Khu vực | Ngày               | Định dạng                       | Phiên bản | Nền tảng                         | Hãng                 | Chú thích |
| ------- | ------------------ | ------------------------------- | --------- | -------------------------------- | -------------------- | --------- |
| Quốc tế | 3 tháng 1 năm 2025 | Phát trực tuyến Tải kỹ thuật số | Gốc       | Spotify • Apple Music • Zing MP3 | +84 Vietnam New Wave | [ 25 ]    |
| Quốc tế | 3 tháng 1 năm 2025 | Video âm nhạc                   | Gốc       | YouTube                          | Black Swan Label     | [ 13 ]    |